# Eugen Bamberger (Chemiker)

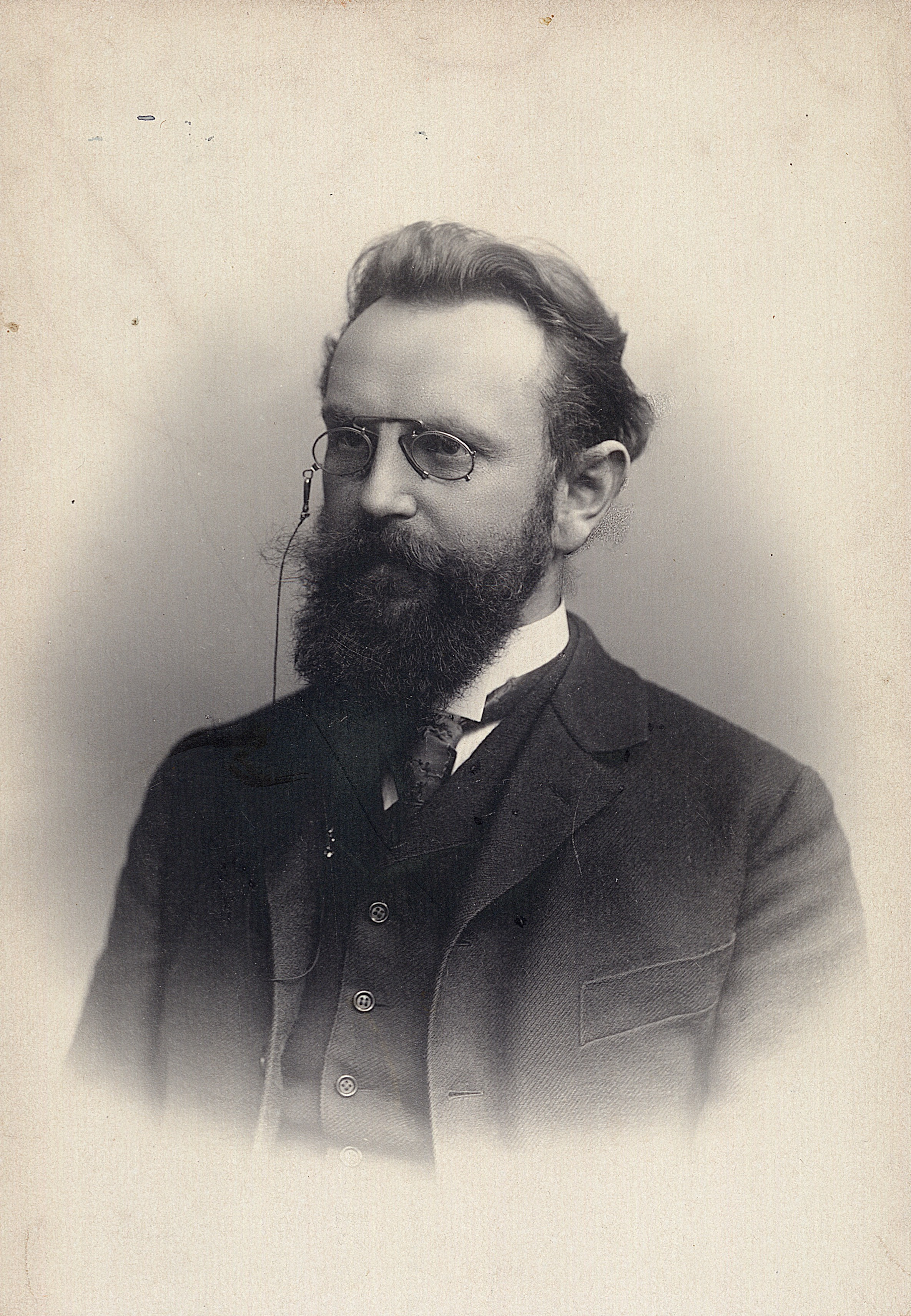
Eugen Bamberger

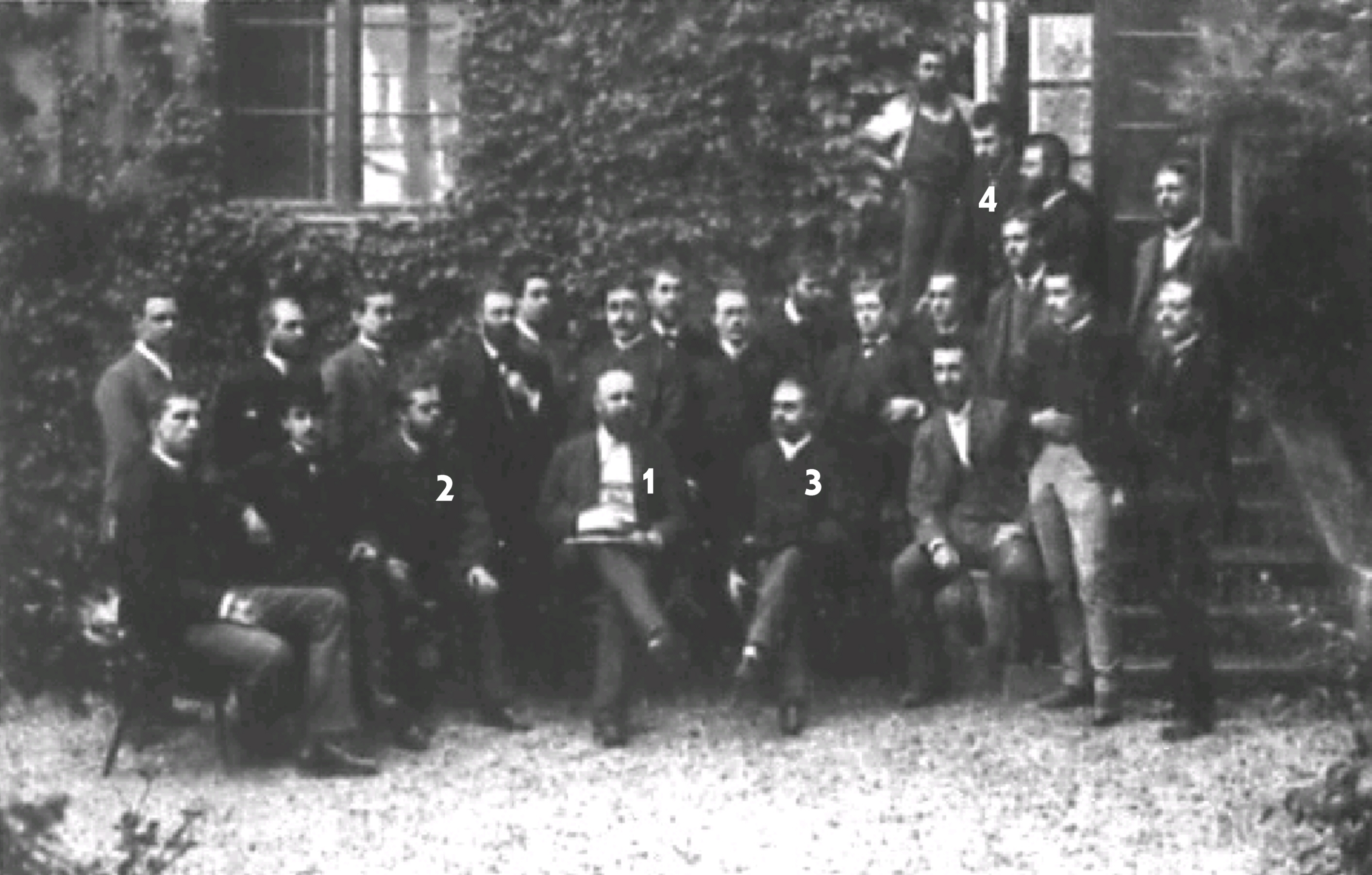
Eugen Bamberger in München um 1885

Eugen Bamberger (* 19. Juli 1857 in Berlin; † 10. Dezember 1932 in Ponte Tresa, Schweiz) war ein deutscher Chemiker, der die nach ihm benannte Bamberger-Umlagerung entdeckte.

## Leben
Bamberger, Sohn von Sigismund Bamberger und Rosalie Bamberger, Tochter des Jonas Jitzchak und der Henriette Caro, studierte ab 1875 an der medizinischen Fakultät der Berliner Universität, wechselte aber bald an die Ruprecht-Karls-Universität Heidelberg und studierte Naturwissenschaften.
Von 1876 bis 1879 studierte er in Berlin Chemie. Am 12. Mai 1879 wurde er für seine Promotionsarbeit „Ueber Guanylsulfoharnstoff und einige Guanylguanidine“ bei Carl Liebermann an der Königlichen Technischen Hochschule Charlottenburg in der Gesellschaft Deutscher Chemiker aufgenommen. Die Promotionsprüfung wurde im Sommer 1880 von A. W. von Hofmann an der Friedrich-Wilhelms-Universität durchgeführt.
1881 verweilte er im II. Institut der Universität kurzzeitig bei Carl Rammelsberg.
Sommer 1882 erhielt er bei Adolf von Baeyer, dem früheren Vorgänger von Carl Liebermann in Berlin, an der Ludwig-Maximilians-Universität München eine Assistenten- und spätere Habilitandenstelle.
Er habilitierte sich 1891 und wurde außerordentlicher Professor an der Ludwig-Maximilians-Universität München. 1893 wurde er als Professor für allgemeine Chemie an das Polytechnikum in Zürich berufen, wo er eine rege Forscher- und Lehrtätigkeit entfaltete.
Er unterhielt ein freundschaftliches Verhältnis zu seinem Schüler Felix Hoffmann sowie zu Carl Duisberg, dem Forschungsdirektor der Farbenfabriken vorm. Friedr. Bayer & Co. in Elberfeld.
Ein tückisches Nervenleiden, das neben starken Kopfschmerzen auch den Gebrauch des rechten Armes einschränkte, zwang ihn 1905 den Lehrstuhl aufzugeben, er setzte aber die Forschungsarbeit mit Einschränkungen fort. In einem kleinen Labor führte er mit Hilfe eines Privatassistenten seine wissenschaftliche Arbeit fort. Als selbst diese eingeschränkte wissenschaftliche Arbeit unmöglich wurde, zog sich Bamberger mehr und mehr ins Tessin zurück, wo er 1932 in Ponte Tresa starb.
Bamberger war seit 1888 verheiratet mit Karoline Rosalie Marie Sertorius.

## Bambergers Forschungen zur chemischen Reaktion
Bamberger hat etwa 430 wissenschaftliche Abhandlungen veröffentlicht. Sein Hauptinteresse galt dem chemischen Vorgang an sich, dem Reaktionsmechanismus komplizierter Umsetzungen und ihre Zerlegung in einzelne Phasen. So wurde eine chemische Reaktion nach ihm benannt: unter der Bamberger-Umlagerung versteht man eine chemische Reaktion, die der Synthese von para-Hydroxyanilin-Derivaten aus Phenylhydroxylamin-Derivaten in Gegenwart starker wässriger Säuren dient.